# وارتبرگ ایم مورتستال
وارتبرگ ایم مورتستال (به آلمانی: Wartberg im Mürztal) یک منطقهٔ مسکونی در اتریش است که در بروک مورتسوچلاگ واقع شده‌است. وارتبرگ ایم مورتستال ۲۳٫۶۸ کیلومتر مربع مساحت دارد ۵۸۴ متر بالاتر از سطح دریا واقع شده‌است.